# André Morell
André Morell, född Cecil André Mesritz 20 augusti 1909 i London, död 28 november 1978 i samma stad, var en brittisk skådespelare.

## Rollista i urval
- 1950 – Försvunnen i Paris
- 1950 – Madeleine
- 1950 – Rampfeber
- 1950 – Trio
- 1956 – Mannen som inte fanns
- 1956 – Zarak
- 1957 – Bron över floden Kwai
- 1958 – Fånglägret den blodiga ön
- 1959 – Ben-Hur
- 1964 – Dubbelspel
- 1964 – Judith - kvinnlig spion i Orienten
- 1964 – Natt utan måne
- 1965 – Dödsgrottan vid Kuma
- 1965 – Helgonet (TV-serie) (1 avsnitt)
- 1966 – Doctor Who (TV-serie) (3 avsnitt)
- 1966 – Man bara dör... eller historien om det lefvande liket
- 1971 – Stryparen på Rillington Place
- 1975 – Barry Lyndon
- 1976 – Glasskon och rosen
- 1976 – Mohammed – härföraren
- 1978 – Sagan om ringen
- 1978 – De professionella (TV-serie) (1 avsnitt)
- 1979 – Det stora tågrånet